# Kennedy McMann
Kennedy McMann (Holland, 30 ottobre 1996) è un'attrice statunitense.

## Biografia
Nel 2017, l'attrice entra per la prima volta nel mondo della televisione recitando la parte di Sara Moreland, nell'episodio Family Photo del telefilm Gone. L'anno successivo, ottiene una parte in Law & Order - Unità vittime speciali, interpretando Carol Solomon che compare nell'episodio Revenge. L'attrice acquisisce fama presso il grande pubblico nel 2019 ricoprendo il ruolo di protagonista nella serie Nancy Drew.

## Filmografia

### Televisione
- Gone – serie TV, episodio 1x06 (2017)
- Law & Order - Unità vittime speciali (Law & Order: SVU) – serie TV, episodio 20x04 (2018)
- Nancy Drew – serie TV, 62 episodi (2019-2023)
- Tell Me Lies – serie TV, 2 episodi (2022)
- The Good Doctor – serie TV, episodio 6x16 (2023)

## Doppiatrici italiane
Nelle versioni in italiano delle opere in cui ha recitato, Kennedy McMann è stata doppiata da:
- Elena Perino in Nancy Drew, The Good Doctor